# Corneliu Cotogoi
Corneliu Cotogoi (Chisináu, 23 de junio de 2001) es un futbolista moldavo que juega en la demarcación de centrocampista para el CSC 1599 Șelimbăr de la Liga II.

## Selección nacional
Hizo su debut con la selección de fútbol de Moldavia el 31 de marzo de 2021 en un partido de clasificación para la Copa Mundial de Fútbol de 2022 contra Israel que finalizó con un resultado de 1-4 a favor del combinado israelí tras el gol de Cătălin Carp para Moldavia, y los goles de Eran Zahavi, Manor Solomon, Moanes Dabour y de Bibras Natkho para Israel.

## Clubes
| Club                    | País     | Año       | Partidos | Goles |
| ----------------------- | -------- | --------- | -------- | ----- |
| Dacia Buiucani          | Moldavia | 2020-2021 | 35       | 6     |
| F. C. Petrocub Hîncești | Moldavia | 2021-2024 | 87       | 6     |
| CSC 1599 Șelimbăr       | Rumania  | 2024-     | 5        | 0     |

## Palmarés

### Títulos nacionales
| Título                | Club                    | País     | Año  |
| --------------------- | ----------------------- | -------- | ---- |
| Superliga de Moldavia | F. C. Petrocub Hîncești | Moldavia | 2024 |
| Copa de Moldavia      | F. C. Petrocub Hîncești | Moldavia | 2024 |